# Régis Montagne
Pour les articles homonymes, voir Montagne (homonymie).

a Compétitions nationales et continentales officielles uniquement.

b Matchs officiels uniquement.
Dernière mise à jour le 15 juillet 2025.
Régis Montagne, né le 30 septembre 2000 à Grenoble (Isère), est un joueur international français de rugby à XV qui joue au poste de pilier droit à l'ASM Clermont depuis 2024.
Il fait toute sa formation au FC Grenoble, le club de sa ville natale, puis y fait ses débuts professionnels en 2019. Il s'impose peu à peu dans son club formateur jusqu'à en devenir un titulaire. Avec le FCG, il perd deux finales de Championnat de France de 2e division en 2023 et 2024. Ensuite, il rejoint l'ASM Clermont en 2024.

## Biographie

### Jeunesse et formation
Régis Montagne naît à Grenoble, le 30 septembre 2000. Il commence la pratique du rugby à XV à l'âge de dix ans en 2010, au sein de l'école de rugby du FC Grenoble,. Il évolue au sein de toutes les catégories jeunes du FCG et remporte notamment le Championnat de France Crabos en 2018 en s'imposant contre le Castres olympique (20 à 13),.
En plus de sa formation en club, Régis Montagne passe par toutes les équipes de France de jeunes. Il est dans un premier temps sélectionné pour participer à la tournée de l'équipe de France des moins de 17 ans en Afrique du Sud en mars 2017. Il est notamment titulaire lors du dernier match de la tournée, face à la Western Province Hub. Il est ensuite de nouveau retenu en avril 2017 pour affronter l'Angleterre.
Il compte ensuite plusieurs sélections en équipe de France des moins de 18 ans. En février 2018, il est sélectionné pour affronter l'Angleterre, où il est titulaire en première ligne aux côtés de son coéquipier Eli Eglaine dans une victoire 27 à 7. Il est ensuite de nouveau retenu pour participer au match face à l'Irlande, puis est titulaire face au pays de Galles, le match suivant. Quelques mois plus tard, en juillet, il est convoqué pour participer aux U19 Series en Afrique du Sud, avec l'équipe de France des moins de 19 ans.

### Débuts professionnels à Grenoble (2019-2024)
Régis Montagne joue le premier match professionnel de sa carrière le 23 août 2019, à l'occasion de la première journée de Pro D2 de la saison 2019-2020, face à Colomiers Rugby. Il entre en jeu et joue dix minutes, les seules de la saison,. Plus tard, en janvier 2020, il est appelé en équipe de France des moins de 20 ans pour la première fois, par Philippe Boher, afin de participer aux deux premiers matchs du Tournoi des Six Nations des moins de 20 ans 2020 face à l'Angleterre et l'Italie. Initialement prévu en tant que remplaçant de Paul Mallez pour le premier match face à l'Angleterre, il doit finalement laisser sa place à Aselo Ikahehegi, à cause d'une blessure. Il connaît finalement sa première sélection la semaine suivante, le 7 février 2020 face à l'Italie où il joue cinq minutes. Il joue pour la seconde fois lors du quatrième match du Tournoi, face à l'Écosse, avant que la pandémie de Covid-19 ne stoppe ce tournoi.
La saison suivante, en 2020-2021, il entre dans la rotation et joue seize matchs dont trois en tant que titulaire,.
Durant la saison 2021-2022, il continue de gagner du temps de jeu et joue dix-sept matchs dont neuf en tant que titulaire. Ses bonnes performances, lui permettent de signer son premier contrat professionnel avec son club formateur le 12 novembre 2021, à 21 ans. Il signe un contrat de trois ans, ce qui le lie à son club jusqu'en 2025, alors qu'il est très courtisé par des clubs évoluant en Top 14 grâce à son profil très recherché (JIFF, jeune et jouant au poste de pilier droit),. Le week-end suivant son premier contrat, il inscrit son premier essai, face au RC Narbonne à la treizième minute de jeu.
La saison suivante, en 2022-2023, il joue vingt-et-un matchs dont neuf en tant que titulaire, sans inscrire d'essais. Son club termine à la deuxième place de la phase régulière du championnat et se qualifie jusqu'en finale où il affronte Oyonnax Rugby,. Il débute cette rencontre sur le banc des remplaçants avant d'entrer en jeu à la 51e minute à la place de Irakli Aptsiauri mais le FC Grenoble s'incline sur le score de 14 à 3,. En barrage, le FCG est aussi battu par l'USA Perpignan et ne monte donc pas en Top 14 après une défaite 19 à 33.
En 2023-2024, Régis Montagne devient le pilier droit titulaire de Grenoble avec dix-huit titularisations en vingt-six matchs de championnat. Cette saison encore, son club est finaliste de Pro D2 et affronte cette fois le RC Vannes. Pour cette finale, il est titularisé en première ligne accompagné par Luka Goginava et Barnabé Massa et joue 59 minutes avant d'être remplacé par Irakli Aptsiauri. Comme l'année précédente, les Grenoblois sont battus aux portes du Top 14, sur le score de 16 à 9. En barrage pour la montée en première division, le FC Grenoble fait face au Montpellier HR. Montagne débute la rencontre sur le banc des remplaçants puis entre en jeu. Cependant, pour la deuxième année consécutive, son club rate la montée lors du barrage défait à trois minutes de la fin 18 à 20. Il s'agit alors du dernier match de Régis Montagne dans son club formateur.
Le lendemain, le 17 juin 2024, il est retenu pour la toute première fois de sa carrière en équipe de France dans une liste de trente-deux joueurs pour préparer la tournée d'été en Argentine. Cette liste est marquée par l'absence des cadres habituels et la présence de nombreux joueurs sans sélections. Montagne est le seul joueur de Pro D2 de cette liste. Pas rappelé pour la liste finale, il fait finalement son retour dans le groupe pour la tournée, après l'exclusion de Melvyn Jaminet pour son comportement. Il n'a toutefois pas l'occasion de faire ses débuts avec les Bleus au cours de cette tournée.

### Départ à l'ASM Clermont (depuis 2024)
À partir de la saison 2024-2025, Régis Montagne rejoint l'ASM Clermont, où il s'engage pour trois ans. Il arrive accompagné de son coéquipier Barnabé Massa, afin de remplacer Rabah Slimani. Durant l'été 2024, après avoir fait son arrivée dans son nouveau club de l'ASM Clermont Auvergne, il joue ses premières minutes sous le maillot clermontois lors des matchs amicaux contre l'USON Nevers et le RC Toulon,. Puis, il dispute son premier match officiel de la saison 2024-2025 en tant que remplaçant, entrant en jeu à la place de Cristian Ojovan, durant la première journée de Top 14 remportée 39 à 7 contre la Section paloise.
Le 24 juin 2025, il est retenu dans un groupe de 37 joueurs avec l'équipe de France pour préparer la tournée d'été en Nouvelle-Zélande. Régis Montagne honore sa première sélection officielle lors de la première rencontre face aux All Blacks le 5 juillet, en tant que remplaçant. 

## Statistiques

### En club
| Saison                      | Club                        | Championnat                | Championnat | Championnat | Compétitions de l'EPCR                               | Compétitions de l'EPCR                               | Compétitions de l'EPCR                               |
| Saison                      | Club                        | Compétition                | Matchs      | Essais      | Compétition                                          | Matchs                                               | Essais                                               |
| --------------------------- | --------------------------- | -------------------------- | ----------- | ----------- | ---------------------------------------------------- | ---------------------------------------------------- | ---------------------------------------------------- |
| 2019-2020                   | FC Grenoble                 | Pro D2                     | 1           | -           | Pas de qualification pour les compétitions de l'EPCR | Pas de qualification pour les compétitions de l'EPCR | Pas de qualification pour les compétitions de l'EPCR |
| 2020-2021                   | FC Grenoble                 | Pro D2                     | 16          | -           | Pas de qualification pour les compétitions de l'EPCR | Pas de qualification pour les compétitions de l'EPCR | Pas de qualification pour les compétitions de l'EPCR |
| 2021-2022                   | FC Grenoble                 | Pro D2                     | 17          | 1           | Pas de qualification pour les compétitions de l'EPCR | Pas de qualification pour les compétitions de l'EPCR | Pas de qualification pour les compétitions de l'EPCR |
| 2022-2023                   | FC Grenoble                 | Pro D2                     | 21          | -           | Pas de qualification pour les compétitions de l'EPCR | Pas de qualification pour les compétitions de l'EPCR | Pas de qualification pour les compétitions de l'EPCR |
| 2023-2024                   | FC Grenoble                 | Pro D2+Barrage d'accession | 25+1        | 2+0         | Pas de qualification pour les compétitions de l'EPCR | Pas de qualification pour les compétitions de l'EPCR | Pas de qualification pour les compétitions de l'EPCR |
| Total FC Grenoble           | Total FC Grenoble           | Pro D2/Barrage d'accession | 81          | 3           | -                                                    | -                                                    | -                                                    |
| 2024-2025                   | ASM Clermont Auvergne       | Top 14                     | 22          | 1           | Champions Cup                                        | 2                                                    | -                                                    |
| Total ASM Clermont Auvergne | Total ASM Clermont Auvergne | Top 14                     | 22          | 1           | Champions Cup                                        | 2                                                    | 0                                                    |

### En équipe nationale

#### En équipe de France de jeunes
Régis Montagne compte plusieurs sélections dans les équipes de France des moins de 17 ans, 18 ans et de 19 ans. Avec l'équipe de France des moins de 20 ans, il dispute deux matchs en une saison, prenant part à une édition du tournoi des Six Nations en 2020. Il n'inscrit aucun point.

#### En équipe de France senior
Au 15 juillet 2025, Régis Montagne compte 2 capes en équipe de France, dont 0 en tant que titulaire, depuis le 5 juillet 2025 contre la Nouvelle-Zélande.
| Année | Compétition | Matchs | Points | Essais |
| ----- | ----------- | ------ | ------ | ------ |
| 2025  | Test matchs | 2      | 0      | 0      |
| Total | Total       | 2      | 0      | 0      |

## Palmarès
- FC Grenoble
  - Vainqueur du Championnat de France Crabos en 2018
  - Finaliste du Championnat de France de 2e division en 2023 et 2024